# 조 앤더슨
조 앤더슨(Joe Anderson, 1982년 3월 26일 ~ )은 잉글랜드의 배우이다.

## 출연 작품
- 카핑 베토벤 - 칼 베토벤 역
- 비커밍 제인 - 헨리 오스튼 역
- 어크로스 더 유니버스 - 맥스 캐리건 역
- 허큘리스 - 피네우스 역
- 행맨 - 행맨 역
- 발라드 오브 레프티 브라운 - 프랑크 베인스 역
- 콜드 블러드 레거시 - 카파 역